# Oligonychus picei
Oligonychus picei är en spindeldjursart som först beskrevs av Giovanni Canestrini 1889.  Oligonychus picei ingår i släktet Oligonychus och familjen Tetranychidae. Inga underarter finns listade i Catalogue of Life.